# Mantelpak

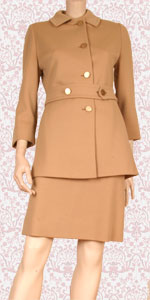
Mantelpakje

Een mantelpak, ook wel deux-pièces (Frans, 'twee delen') genaamd, is een kledingensemble gedragen door vrouwen, bestaande uit een blazer en een rok. De voorloper van het mantelpak was het paardrijkostuum. Als er sprake is van een jurk met een jasje in dezelfde stof spreekt met van een complet (Frans).
Het mantelpak dateert uit het begin van de twintigste eeuw, tijdens de belle époque. Gedurende de jaren twintig werd de roklengte korter en het silhouet recht en slank, zonder taille. In de jaren tachtig ontwierp de New Yorkse Donna Karan voor jonge carrièrevrouwen de zogenaamde dwangpakjes: sexy mantelpakjes met brede schouders en korte, nauwe rokken.